# Tits-System
Ein Tits-System (oft synonym auch BN-Paar genannt) wird in der mathematischen Disziplin der Gruppentheorie benutzt, um viele Resultate aus der Theorie der halbeinfachen Lie-Gruppen, der algebraischen Gruppen und der endlichen Gruppen vom Lie-Typ einheitlich formulieren und beweisen zu können. Außerdem bilden die Tits-Systeme das algebraische Gegenstück zur Gebäude-Theorie. Der Begriff wurde von Jacques Tits eingeführt.

## Definition
Ein Tits-System besteht aus einem 4-Tupel {\displaystyle (G,B,N,S)}, wobei {\displaystyle G} eine Gruppe ist, {\displaystyle B} und {\displaystyle N} Untergruppen von {\displaystyle G} sind und {\displaystyle S\subseteq N/(B\cap N)} eine Menge von Nebenklassen von {\displaystyle B\cap N} in {\displaystyle N} ist, sodass folgende vier Axiome erfüllt sind:
| T 1: | Die Gruppe {\displaystyle G} wird von {\displaystyle B} und {\displaystyle N} erzeugt. Außerdem ist {\displaystyle H:=B\cap N} ein Normalteiler in {\displaystyle N}. |
| T 2: | Die Faktorgruppe {\displaystyle W:=N/H} wird von der Menge {\displaystyle S} erzeugt und es gilt {\displaystyle s^{2}=1} für alle {\displaystyle s\in S}.             |
| T 3: | Für {\displaystyle s\in S} und {\displaystyle w\in W} gilt {\displaystyle sBw\subseteq BswB\cup BwB}.                                                                 |
| T 4: | Für {\displaystyle s\in S} ist {\displaystyle sBs^{-1}} keine Teilmenge von {\displaystyle B}.                                                                        |
Die Nummerierung T1 bis T4 stammt aus Tits' Originalarbeit.

## Beispiele
- Oft wird als Standardbeispiel die Gruppe {\displaystyle G:=\mathrm {GL} (n,K)} der invertierbaren {\displaystyle n\times n}-Matrizen über einem Körper {\displaystyle K} angegeben. Hierbei ist {\displaystyle B} die Untergruppe der oberen Dreiecksmatrizen. Für die Gruppe {\displaystyle N} nehmen wir alle Matrizen, die in jeder Zeile und in jeder Spalte genau einen Eintrag ungleich Null haben. Die Gruppe {\displaystyle H:=B\cap N} wird dann genau zu der Gruppe der Diagonalmatrizen und {\displaystyle W=N/H} ist kanonisch isomorph zur symmetrischen Gruppe über {\displaystyle n} Elementen. Die Menge {\displaystyle S} besteht aus den Permutationen, die zwei benachbarte Elemente vertauschen.
- Sei allgemeiner {\displaystyle G} eine reduktive algebraische Gruppe und {\displaystyle B} eine Borel-Untergruppe, die einen maximalen Torus {\displaystyle H} enthält. Sei {\displaystyle N} der Normalisator von {\displaystyle H} in {\displaystyle G} und {\displaystyle S} ein minimales Erzeugendensystem von {\displaystyle W:=N/H}. Dann ist {\displaystyle (G,B,N,S)} ein Tits-System.
- Sei {\displaystyle X} eine Menge mit mindestens drei Elementen und {\displaystyle G} eine Untergruppe der Permutationsgruppe von {\displaystyle X}, sodass {\displaystyle G} zweifach transitiv auf {\displaystyle X} wirkt. Weiterhin seien zwei unterschiedliche Elemente {\displaystyle x,y\in X} gegeben. Dann sei {\displaystyle B} der Stabilisator von {\displaystyle x} in {\displaystyle G} und {\displaystyle N} sei definiert als die Gruppe, die die Menge {\displaystyle \{x,y\}} als Menge fixiert, d. h. die Elemente {\displaystyle x} und {\displaystyle y} werden entweder beide fixiert oder vertauscht. Dann ergibt sich {\displaystyle H:=B\cap N} als punktweiser Stabilisator der Menge {\displaystyle \{x,y\}}. Die Faktorgruppe {\displaystyle W:=N/H} hat Ordnung 2 und die Menge {\displaystyle S} besteht nur aus einem einzigen Element und dieses entspricht der Vertauschung von {\displaystyle x} und {\displaystyle y}.

## Bruhat-Zerlegung
Ein wichtiges Resultat, das sich im allgemeinen Rahmen von Tits-Systemen beweisen lässt, ist die sogenannte Bruhat-Zerlegung: Wenn ein Tits-System {\displaystyle (G,B,N,S)} gegeben ist, dann gilt
{\displaystyle G=BNB=\bigcup _{n\in N}BnB=\bigcup _{w\in W}BwB},
wobei {\displaystyle \textstyle \bigcup _{w\in W}BwB} eine disjunkte Vereinigung ist, das heißt {\displaystyle W} ist so gewählt, dass für {\displaystyle w\neq w'} die Mengen {\displaystyle BwB} und {\displaystyle Bw'B} disjunkt sind.

## Anwendungen
Wenn bei einem Tits-System {\displaystyle (G,B,N,S)} noch die folgenden Zusatzeigenschaften erfüllt sind:
- {\displaystyle B} ist auflösbar
- Der Schnitt aller Konjugate von {\displaystyle B} ist trivial
- Die Menge {\displaystyle S} lässt sich nicht in zwei disjunkte nichtkommutierende Teilmengen zerlegen
- {\displaystyle G} ist perfekt

Dann ist die Gruppe {\displaystyle G} eine einfache Gruppe. Oft ist es sehr leicht, die ersten drei Eigenschaften nachzuprüfen und es bleibt nur noch die Perfektheit von {\displaystyle G} zu zeigen, was deutlich einfacher ist, als direkt zu zeigen, dass {\displaystyle G} eine einfache Gruppe ist.
Dieses Resultat benutzt man zum Beispiel bei der Klassifikation der einfachen endlichen Gruppen, um zu zeigen, dass die meisten endlichen Gruppen vom Lie-Typ einfach sind.

## Zusammenhang mit Gebäudetheorie
Oft ist es hilfreich, Gruppen zu untersuchen, indem man sie auf interessanten geometrischen Objekten wirken lässt. Jedem Tits-System {\displaystyle (G,B,N,S)} lässt sich auf kanonische Art und Weise ein geometrisches Objekt zuordnen, genannt Gebäude, sodass {\displaystyle G} auf diesem Gebäude wirkt. Umgekehrt lässt sich auch jedem Gebäude ein Tits-System zuordnen, sodass die gruppentheoretische Theorie der Tits-Systeme in gewisser Art und Weise äquivalent zur geometrischen Theorie der Gebäude ist.